# Vladimír Vetchý
Vladimír Vetchý (* 9. května 1949 Třebíč) je český matematik a politik.
V roce 1972 vystudoval Přírodovědeckou fakultu Univerzity Jana Evangelisty Purkyně v Brně. V době komunistické učil matematiku na Vojenské akademii Antonína Zápotockého. V letech 1980–1989 byl členem Komunistické strany Československa, v roce 1991 vstoupil do ČSSD. Od 22. července 1998 do 4. května 2001 byl ministrem obrany ve vládě Miloše Zemana.
V roce 1998 byl krátce též členem Rady České tiskové kanceláře.
V komunálních volbách v roce 2002 byl za Českou stranu sociálně demokratickou zvolen zastupitelem Městské části Brno-Bystrc. Ve volbách v roce 2006 mandát zastupitele obhájil, stejně tak ve volbách v roce 2010, a to z pozice lídra kandidátky. Dne 22. listopadu 2010 byl zvolen starostou Městské části Brno-Bystrc. Také ve volbách v roce 2014 obhájil post zastupitele městské části. Ve funkci starosty jej však vystřídal Tomáš Kratochvíl, sám byl zvolen neuvolněným místostarostou.
V komunálních volbách v roce 2022 kandidoval za ČSSD do Zastupitelstva města Brna, a to na kandidátce subjektu „ČSSD VAŠI STAROSTOVÉ“. Za stejné uskupení kandidoval i do Zastupitelstva městské části Brno-Bystrc.